# Philautus
Philautus is een geslacht van kikkers uit de familie schuimnestboomkikkers (Rhacophoridae). De groep werd voor het eerst wetenschappelijk beschreven door Johannes von Nepomuk Franz Xaver Gistel in 1848.
Er zijn 52 soorten die voorkomen in delen van Azië en leven in de landen Filipijnen, India, Myanmar, de Grote Soenda-eilanden en Thailand.
De indeling van de soorten uit dit geslacht is sterk aan verandering onderhevig. Dit komt doordat er over een groot aantal soorten nog vrijwel niets bekend is. Een deel van alle soorten is pas in 2005 beschreven, vier soorten zijn pas sinds 2007 bekend en Philautus quyeti is pas in 2008 beschreven.

## Taxonomie
Geslacht Philautus
- Soort Philautus abditus
- Soort Philautus acutirostris
- Soort Philautus acutus
- Soort Philautus amoenus
- Soort Philautus aurantium
- Soort Philautus aurifasciatus
- Soort Philautus bunitus
- Soort Philautus cardamonus
- Soort Philautus catbaensis
- Soort Philautus cinerascens
- Soort Philautus cornutus
- Soort Philautus davidlabangi
- Soort Philautus disgregus
- Soort Philautus dubius
- Soort Philautus erythrophthalmus
- Soort Philautus everetti
- Soort Philautus garo
- Soort Philautus gunungensis
- Soort Philautus hosii
- Soort Philautus ingeri
- Soort Philautus jacobsoni
- Soort Philautus juliandringi
- Soort Philautus kakipanjang
- Soort Philautus kempiae
- Soort Philautus kempii
- Soort Philautus kerangae
- Soort Philautus leitensis
- Soort Philautus longicrus
- Soort Philautus macroscelis
- Soort Philautus maosonensis
- Soort Philautus microdiscus
- Soort Philautus mjobergi
- Soort Philautus namdaphaensis
- Soort Philautus nephophilus
- Soort Philautus nianeae
- Soort Philautus pallidipes
- Soort Philautus petersi
- Soort Philautus poecilius
- Soort Philautus refugii
- Soort Philautus sanctisilvaticus
- Soort Philautus saueri
- Soort Philautus schmackeri
- Soort Philautus similipalensis
- Soort Philautus similis
- Soort Philautus surdus
- Soort Philautus surrufus
- Soort Philautus tectus
- Soort Philautus tytthus
- Soort Philautus umbra
- Soort Philautus vermiculatus
- Soort Philautus vittiger
- Soort Philautus worcesteri

Beddomixalus · 
Chiromantis · 
Feihyla · 
Ghatixalus · 
Gracixalus · 
Kurixalus · 
Liuixalus · 
Mercurana · 
Nasutixalus · 
Nyctixalus · 
Philautus · 
Polypedates · 
Pseudophilautus · 
Raorchestes · 
Rhacophorus · 
Taruga · 
Theloderma